# 王绪东岳庙
王绪东岳庙位于山西省临汾市洪洞县万安镇王绪村，为明代建筑，仅存正殿，面阔三间，悬山顶，位于2米高的平台上，两侧开圆窗。2021年8月4日，王绪东岳庙公布为第六批山西省文物保护单位。